# Турбуря (Горж)
Турбуря (рум. Turburea) — село у повіті Горж в Румунії. Адміністративний центр комуни Турбуря.
Село розташоване на відстані 206 км на захід від Бухареста, 39 км на південний схід від Тиргу-Жіу, 49 км на північний захід від Крайови.

## Населення
За даними перепису населення 2002 року у селі проживали 1649 осіб, усі — румуни. Усі жителі села рідною мовою назвали румунську.